# Mistrovství světa v ledním hokeji 1998
62. Mistrovství světa v ledním hokeji 1998 se uskutečnilo v 1. - 17. května 1998 ve Švýcarsku na stadionech v Hallenstadion v Curychu a St. Jakobshalle v Basileji. Zvítězil tým Švédské reprezentace nad Finskem a Češi získali bronz.

## Stadiony
| Curych                         | Basilej                         |
| Hallenstadion Kapacita: 10 630 | St. Jakobshalle Kapacita: 9 000 |
|                                |                                 |

62. Mistrovství světa v ledním hokeji 1998 se konalo ve Švýcarsku v Curychu a Basileji ve dnech 1. května – 14. května 1998. Japonsko bylo jako nejlepší tým z Dálného východu přeřazeno z Mistrovství světa skupiny C do skupiny A. Mistrovství vyhrál výběr Švédska.
Mistrovství se zúčastnilo 40 mužstev, rozdělených podle výkonnosti do čtyř skupin. V A-skupině startovalo šestnáct účastníků, rozdělených do čtyř čtyřčlenných skupin, z nichž první dva týmy postoupily do dvou čtvrtfinálových skupin, týmy z prvního a druhého místa postoupily do play off. Týmy, které skončily v základní skupině na třetím místě, hrály ve skupině o 9. až 12. místo. Mužstva, které skončila v základní skupině na čtvrtém místě a ve skupině o 9. - 12. místo na 11. a 12. místě, hrála s prvními třemi týmy Mistrovství světa skupiny B kvalifikaci o postup do skupiny A mistrovství světa 1999. Japonsko hrálo v Asijské kvalifikaci.

## Výsledky a tabulky

### Skupina A
|    |           | CZE | BLR | GER | JPN | V | R | P | Skóre | B |
| 1. | Česko     | *** | 4:2 | 8:1 | 8:2 | 3 | 0 | 0 | 20:5  | 6 |
| 2. | Bělorusko | 2:4 | *** | 4:2 | 6:4 | 2 | 0 | 1 | 12:10 | 4 |
| 3. | Německo   | 1:8 | 2:4 | *** | 5:1 | 1 | 0 | 2 | 8:13  | 2 |
| 4. | Japonsko  | 2:8 | 4:6 | 1:5 | *** | 0 | 0 | 3 | 7:19  | 0 |

 Česko -  Japonsko	8:2 (2:0, 3:0, 3:2)
1. května 1998 (16:00) – Basilej (St. Jakobshalle)

Branky Česka: 3:06 Radek Bělohlav, 10:38 Radek Bělohlav, 20:50 Ladislav Lubina, 28:32 Jiří Dopita, 38:02 Pavel Patera, 41:07 David Moravec, 48:08 Pavel Patera), 58:05 František Kučera

Branky Japonska: 40:30 Kuwabara, 50:38 Yahata.

Rozhodčí: Andersson (SWE) – Garofalo (USA), Jones (CAN)

Vyloučení: 2:6 (2:1, 0:1)

Diváků: 4 000
Česko: Roman Čechmánek – Jiří Vykoukal, František Kučera, David Výborný, Jiří Veber, Libor Procházka, František Kaberle – Josef Beránek, Robert Reichel, Ladislav Lubina – David Moravec, Jiří Dopita, Radek Bělohlav – Milan Hejduk, Pavel Patera, Martin Procházka.
Japonsko: Imoo – Jamanaka, Kobori, Kawaguči, Daikawa, Katajama, H.Miura, Mijauči – Cučida, Kabajama, Fujita – Kuwabara, Jahata, Sugisawa – Širona, Sakai, Otomo – Macuura, Iwata, Sakata.

 Německo -  Bělorusko	2:4 (0:1, 2:1, 0:2)	
1. května 1998 (20:00) – Basilej (St. Jakobshalle)

Branky Německa: 22:58 Hegen, 25:26 Hegen

Branky Běloruska: 14:49 Salej, 30:29 Matuškin, 47:21 Romanov, 59:07 Andrejevskij

Rozhodčí: Johnsen (NOR) - Bruun (FIN), Danielsson (SWE)

Vyloučení: 8:6

Diváků: 5 200
 Česko -  Bělorusko		4:2 (1:0, 1:1, 2:1)
3. května 1998 (16:00) – Basilej (St. Jakobshalle)

Branky Česka: 10:08 Martin Procházka, 36:07 Ladislav Lubina, 41:04 David Výborný, 55:33 Martin Procházka.

Branky Běloruska: 20:56 Bekbulatov, 50:38 Kaljužnij

Rozhodčí: Dell (USA) – Bruun (FIN), Danielsson (SWE)

Vyloučení: 5:6 (2:0)

Diváků: 3 000
Česko: Roman Čechmánek (48. Milan Hnilička) – Jiří Vykoukal, František Kučera, Libor Procházka, František Kaberle, Robert Kántor, Jiří Veber – Josef Beránek, Robert Reichel, Ladislav Lubina – David Výborný, Pavel Patera, Martin Procházka – David Moravec, Jan Hlaváč, Radek Bělohlav.
Bělorusko: Mezin – Romanov, Matuškin, Salej, Chmyl, Mikulčik, Stas – Skabelka, Bekbulatov, Andrijevskij – Kovajlov, Galčenjuk, Ložkin – Šitkovskij, Karačun, Antoněnko – D. Pankov, Kaljužnij, V. Pankov.
 Německo -  Japonsko	5:1 (0:1, 3:0, 2:0)
3. května 1998 (20:00) – Basilej (St. Jakobshalle)

Branky Německa: 23:42 Rumrich, 27:52 Hegen, 29:34 Draisaitl, 48:34 Hecht, 57:28 Mackay

Branky Japonska: 8:33 Sakai.

Rozhodčí: Mihálik - Mášik (SVK), Halas (CZE)

Vyloučení: 9:7 (1:1 1:0)

Diváků: 3 200
 Japonsko -  Bělorusko		4:6 (1:3, 1:3, 2:0)
5. května 1998 (16:00) – Basilej (St. Jakobshalle)

Branky Japonska: 14:19 Iwata, 30:12 Sakai, 47:55 Yamanaka, 57:29 Katayama

Branky Běloruska: 6:27 Šytkouskij, 7:15 Staš, 15:42 Ložkin, 23:23 Pankov, 29:16 Bekbulatov, 29:55 Staš.

Rozhodčí: Järvelä (FIN) - Halas (CZE), Mášik (SVK)

Vyloučení: 9:10 (1:2)

Diváků: 1 900
 Česko -  Německo 	8:1 (2:0, 3:1, 3:0)
5. května 1998 (20:00) – Basilej (St. Jakobshalle)

Branky Česka: 9:29 Jiří Vykoukal, 18:31 František Kučera, 24:36 David Výborný, 25:00 Radek Bělohlav, 34:03 Radek Bělohlav, 41:14 Martin Procházka, 42:57 Jan Hlaváč, 59:26 Pavel Patera

Branky Německa: 28:42 Mackay.

Rozhodčí: Acherson – Jones (CAN), Garofalo (USA)

Vyloučení: 6:8 (3:0) + Felski na 10 min.

Diváků: 5 100
Česko: Milan Hnilička – Jiří Vykoukal, František Kučera, Libor Procházka, František Kaberle, Robert Kántor, Jiří Veber, Josef Beránek, Robert Reichel, Ladislav Lubinaa – David Výborný, Pavel Patera, Martin Procházka – Marián Kacíř, Jiří Dopita, Radek Bělohlav – Jan Hlaváč.
Německo: Seliger – Nowak, Goc, Goldmann, Bresagk, Micheller, Mayer, Brüggemann – Rumrich, MacKay, Hegen – Stefan, Draisaitl, Lupzig – Felski, Hecht, Keller – Straube, Zerwesz, Pyka.

### Skupina B
|    |           | CAN | SVK | ITA | AUT | V | R | P | Skóre | B |
| 1. | Kanada    | *** | 2:2 | 5:2 | 5:1 | 2 | 1 | 0 | 12:5  | 5 |
| 2. | Slovensko | 2:2 | *** | 2:1 | 5:1 | 2 | 1 | 0 | 9:4   | 5 |
| 3. | Itálie    | 2:5 | 1:2 | *** | 5:1 | 1 | 0 | 2 | 8:8   | 2 |
| 4. | Rakousko  | 1:5 | 1:5 | 1:5 | *** | 0 | 0 | 3 | 3:15  | 0 |

 Kanada -  Rakousko	5:1 (2:0, 0:0, 3:1)
1. května 1998 (16:00) – Curych (Hallenstadion)

Branky Kanady: 15:05 Primeau, 16:15 Whitney, 41:06 Daze, 43:53 Murphy, 54:03 Mccabe

Branky Rakouska: 46:01 Wheeldon

Rozhodčí: Bokarev (RUS) - Nater (SUI), Mendlowitz (FRA)

Vyloučení: 9:6 (0:1)

Diváků: 5 100
 Itálie -  Slovensko	1:2 (1:2, 0:0, 0:0)
1. května 1998 (20:00) – Curych (Hallenstadion)

Branky Itálie: 3:22 Chitarroni

Branky Slovenska: 6:42 Jozef Daňo, 10:04 Branislav Jánoš.

Rozhodčí: Dell (USA) - Zacharov (RUS), Vaško (BLR)

Vyloučení: 6:5 (1:1)

Diváků: 3 500
 Slovensko -  Kanada 	2:2 (0:0, 0:1, 2:1)
3. května 1998 (16:00) – Curych (Hallenstadion)

Branky Slovenska: 47:44 Róbert Švehla, 51:48 Jozef Daňo

Branky Kanady: 34:12 Blake, 56:00 Primeau

Rozhodčí: Järvelä (FIN) - Zacharov (RUS), Vaško (BLR)

Vyloučení: 12:7 (1:1) + Švehla na 10 min.

Diváků: 4 500
 Itálie -  Rakousko	5:1 (0:0, 2:0, 3:1)
3. května 1998 (20:00) – Curych (Hallenstadion)

Branky Itálie: 31:50 Orlando, 33:16 Topatigh, 55:02 Mansi, 55:46 Iob, 58:06 Topatigh

Branky Rakouska: 57:31 Kalt.

Rozhodčí: Slapke (GER) - Nater (SUI), Mendlowitz (FRA)

Vyloučení: 8:8 (2:0)

Diváků: 2 900
 Rakousko -  Slovensko		1:5 (0:3, 0:2, 1:0)
5. května 1998 (16:00) – Curych (Hallenstadion)

Branky Rakouska: 49:49 Pusnik.

Branky Slovenska: 2:33 Ján Pardavý, 5:07 Jozef Daňo, 11:35 Jozef Daňo, 22:51 Branislav Jánoš, 30:31 Jozef Stümpel

Rozhodčí: Dell (USA) - Oswald (GER), Serďuk (KAZ)

Vyloučení: 11:9 (0:1)

Diváků: 1 800
 Kanada -  Itálie 	5:2 (2:1, 2:1, 1:0)
5. května 1998 (20:00) – Curych (Hallenstadion)

Branky Kanady: 3:09 Primeau, 4:31 Whitney, 21:20 Linden, 25:45 Bertuzzi, 44:25 Emerson

Branky Itálie: 18:51 Topatigh, 26:16 Insam.

Rozhodčí: Johnson (NOR) - Bruun (FIN), Danielsson (SWE)

Vyloučení: 2:3 (2:0) + Citarroni na 10 min.

Diváků: 2 300

### Skupina C
|    |           | SWE | SUI | USA | FRA | V | R | P | Skóre | B |
| 1. | Švédsko   | *** | 4:2 | 6:1 | 6:1 | 3 | 0 | 0 | 16:4  | 6 |
| 2. | Švýcarsko | 2:4 | *** | 2:5 | 5:1 | 1 | 0 | 2 | 9:10  | 2 |
| 3. | USA       | 1:6 | 5:2 | *** | 1:3 | 1 | 0 | 2 | 7:11  | 2 |
| 4. | Francie   | 1:6 | 1:5 | 3:1 | *** | 1 | 0 | 2 | 5:12  | 2 |

 USA -  Švýcarsko	5:2 (2:0, 2:0, 1:2)
2. května 1998 (16:00) – Curych (Hallenstadion)

Branky USA: 4:08 Smolinski, 14:28 Hendrickson, 22:45 Smolinski, 27:03 Chorske, 54:03 Mccabe

Branky Švýcarska: 41:33 Martin Steinegger, 49:39 Mathias Seger.

Rozhodčí: Rejthar - Halas (CZE), Mášik (SVK)

Vyloučení: 12:11 (3:1) + Miller na 5 min.

Diváků: 10 500
 Švédsko -  Francie	6:1 (4:0, 1:1, 1:0)
2. května 1998 (20:00) – Curych (Hallenstadion)

Branky Švédska: 4:05 Fredrik Modin, 4:46 Nichlas Falk, 5:24 Jonas Bergkvist, 5:49 Jörgen Jönsson, 24:07 Mattias Öhlund, 48:59 Fredrik Modin

Branky Francie: 37:36 Solaux

Rozhodčí: Slapke - Oswald (GER), Serďuk (KAZ)

Vyloučení: 5:7 (1:0)

Diváků: 7 500
 Francie -  USA 	3:1 (0:1, 3:0, 0:0)
4. května 1998 (16:00) – Curych (Hallenstadion)

Branky Francie: 20:27 Filippin, 26:42 Zwikel, 34:10 Bonzon

Branky USA: 12:08 Battaglia

Rozhodčí: Johnson (NOR) - Oswald (GER), Serďuk (KAZ)

Vyloučení: 3:1 (0:1)

Diváků: 3 100
 Švédsko -  Švýcarsko		4:2 (1:0, 2:1, 1:1)
4. května 1998 (20:00) – Curych (Hallenstadion)

Branky Švédska: 3:51 Mats Sundin, 32:11 Mats Sundin, 37:40 Mikael Renberg, 50:24 Mats Sundin

Branky Švýcarska: 23:07 Von Arx, 44:28 Steinegger.

Rozhodčí: Bokarev - Zacharov (RUS), Vaško (BLR)

Vyloučení: 8:8 (0:0, 1:0)

Diváků: 9 500
 USA -  Švédsko 	1:6 (0:2, 1:2, 0:2)
6. května 1998 (16:00) – Curych (Hallenstadion)

Branky USA: 22:07 Smolinski

Branky Švédska: 2:25 Mikael Johansson, 12:42 Kim Johnsson, 32:47 Mikael Renberg, 39:42 Ulf Dahlén, 56:15 Anders Huusko, 58:11 Ulf Dahlén.

Rozhodčí: Mihálik (SVK) - Zacharov (RUS), Vaško (BLR)

Vyloučení: 6:4 (2:0) + Weinrich na 10 min.

Diváků: 5 500
 Švýcarsko -  Francie		5:1 (1:0, 2:1, 2:0)
6. května 1998 (20:00) – Curych (Hallenstadion)

Branky Švýcarska: 15:14 Michel Zeiter, 26:20 Patrick Sutter, 32:41 Gian-Marco Crameri, 56:47 Marcel Jenni, 59:36 Marcel Jenni

Branky Francie: 37:35 Bonzon

Rozhodčí: Andersson (SWE) - Halas (CZE), Mášik (SVK)

Vyloučení: 8:9

Diváků: 8 900

### Skupina D
|    |            | RUS | FIN | LAT | KAZ | V | R | P | Skóre | B |
| 1. | Rusko      | *** | 4:2 | 7:5 | 8:4 | 3 | 0 | 0 | 19:11 | 6 |
| 2. | Finsko     | 2:4 | *** | 6:0 | 4:0 | 2 | 0 | 1 | 12:4  | 4 |
| 3. | Lotyšsko   | 5:7 | 0:6 | *** | 7:2 | 1 | 0 | 2 | 12:15 | 2 |
| 4. | Kazachstán | 4:8 | 0:4 | 2:7 | *** | 0 | 0 | 3 | 6:19  | 0 |

 Rusko -  Kazachstán	8:4 (2:1, 5:1, 1:2)
2. května 1998 (16:00) – Basilej (St. Jakobshalle)

Branky Ruska: 18:19 Alexej Kudašov, 18:56 Oleg Bělov, 20:37 Alexej Kovaljov, 23:18 Michail Sarmatin, 32:45 Oleg Petrov, 35:06 Viktor Kozlov, 37:36 Sergej Berezin, 46:16 Sergej Berezin

Branky Kazachstánu: 13:02 Pčeljakov, 37:59 Glovackij, 43:10 Kamencev, 54:54 Pčeljakov.

Rozhodčí: Acheson (CAN) - Bruun (FIN), Danielsson (SWE)

Vyloučení: 10:7 (1:2)

Diváků: 3 400
 Finsko -  Lotyšsko	6:0 (1:0, 5:0, 0:0)
2. května 1998 (20:00) – Basilej (St. Jakobshalle)

Branky Finska: 19:45 Jere Karalahti, 22:42 Juah Ikonen, 25:41 Kimmo Timonen, 29:38 Mikko Eloranta, 31:06 Ville Peltonen, 32:35 Antti Törmänen.

Branky Lotyšska: nikdo

Rozhodčí: Bertolotti (SUI) - Garofalo (USA), Jones (CAN)

Vyloučení: 6:8 (4:0) + Belavskis na 10 min.

Diváků: 4 100
 Lotyšsko -  Rusko 	5:7 (1:4, 1:2, 3:1)
4. května 1998 (16:00) – Basilej (St. Jakobshalle)

Branky Lotyšska: 16:29 Kerčs, 22:42 Niživijs, 45:35 Tambijevs, 49:37 Čudinovs, 55:42 Sejejs

Branky Ruska: 0:42 Alexej Kovaljov, 5:39 Alexej Kovaljov, 10:35 Sergej Petrenko, 13:44 Michail Sarmatin, 24:21 Andrej Nazarov, 39:08 Alexej Kovaljov, 59:45 Andrej Skopincev.

Rozhodčí: Rejthar (CZE) - Garofalo (USA), Jones (CAN)

Vyloučení: 6:6 (3:2, 1:0)

Diváků: 2 200
 Finsko -  Kazachstán		4:0 (1:0, 1:0, 2:0)
4. května 1998 (20:00) – Basilej (St. Jakobshalle)

Branky Finska: 7:18 Sami Kapanen, 27:28 Marko Kiprusoff, 40:54 Raimo Helminen, 59:13 Ville Peltonen.

Branky Kazachstánu: nikdo

Rozhodčí: Anderson (SWE) - Nater (SUI), Mendlowitz (FRA)

Vyloučení: 7:17 (4:0) + A. Troščinskij na 5 min.

Diváků: 2 100
 Kazachstán -  Lotyšsko	2:7 (1:1, 0:5, 1:1)
6. května 1998 (16:00) – Basilej (St. Jakobshalle)

Branky Kazachstánu: 1:24 Borodulin, 47:14 Koreškov

Branky Lotyšska: 14:28 Tambijevs, 30:19 Tambijevs, 34:30 Vitolinš, 36:14 Ozolinš, 36:29 Znaroks, 38:57 Ignatovics, 45:07 Kerčs.

Rozhodčí: Slapke (GER) - Nater (SUI), Mendlowitz (FRA)

Vyloučení: 7:8 + na 10 min.

Diváků: 3 400
 Rusko -  Finsko 	4:2 (0:1, 3:0, 1:1)
6. května 1998 (20:00) – Basilej (St. Jakobshalle)

Branky Ruska: 28:56 Sergej Berezin, 34:07 Sergej Berezin, 38:43 Viktor Kozlov, 41:04 Alexej Kovaljov

Branky Finska: 7:13 Juah Ikonen, 48:00 Jere Karalahti.

Rozhodčí: Dell (USA) - Oswald (GER), Serďuk (KAZ)

Vyloučení: 9:7 (2:1)

Diváků: 6 800

### Čtvrtfinále A
|    |           | SWE | FIN | CAN | BLR | V | R | P | Skóre | B |
| 1. | Švédsko   | *** | 1:0 | 7:1 | 2:1 | 3 | 0 | 0 | 10:2  | 6 |
| 2. | Finsko    | 0:1 | *** | 3:3 | 5:2 | 1 | 1 | 1 | 8:6   | 3 |
| 3. | Kanada    | 1:7 | 3:3 | *** | 6:2 | 1 | 1 | 1 | 10:12 | 3 |
| 4. | Bělorusko | 1:2 | 2:5 | 2:6 | *** | 0 | 0 | 3 | 5:13  | 0 |

 Bělorusko	-  Kanada 	2:6 (0:0, 1:5, 1:1)
7. května 1998 (16:00) – Curych (Hallenstadion)

Branky Běloruska: 30:18 Skabelka, 52:43 Pankov

Branky Kanady: 22:05 Cross, 24:20 Gratton, 25:09 Whitney, 28:23 Murray Glen, 38:25 Rucchin, 54:57 Jovanovski.

Rozhodčí: Dell (USA) - Halas (CZE), Mášik (SVK)

Vyloučení: 4:6 (1:1)

Diváků: 1 500
 Švédsko -  Finsko 	1:0 (0:0, 1:0, 0:0)
7. května 1998 (20:00) – Curych (Hallenstadion)

Branky Švédska: 25:28 Mattias Öhlund

Branky Finska: nikdo

Rozhodčí: Acheson (CAN) - Jones (CAN), Garofalo (USA)

Vyloučení: 6:5 (1:0)

Diváků: 3 100
 Kanada -  Finsko 	3:3 (1:0, 1:1, 1:2)
9. května 1998 (16:00) – Curych (Hallenstadion)

Branky Kanady: 16:14 Emerson, 27:16 Gelinas, 47:49 Whitney

Branky Finska: 26:20 Jere Karalahti, 58:31 Kimmo Timonen, 59:49 Ville Peltonen

Rozhodčí: Slapke (GER) - Zacharov (RUS), Vaško (BLR)

Vyloučení: 10:7 (0:2)

Diváků: 3 900
 Švédsko -  Bělorusko		2:1 (0:0, 1:0, 1:1)
9. května 1998 (20:00) – Curych (Hallenstadion)

Branky Švédska: 25:45 Jörgen Jönsson, 57:50 Mats Sundin

Branky Běloruska: 55:46 Romanov

Rozhodčí: Mihálik (SVK) - Halas (CZE), Mášik (SVK)

Vyloučení: 1:3 (0:1)

Diváků: 3 100
 Kanada -  Švédsko 	1:7 (1:2, 0:2, 0:3)
10. května 1998 (16:00) – Curych (Hallenstadion)

Branky Kanady: 16:32 Jovanovski

Branky Švédska: 4:40 Mikael Renberg, 10:35 Mikael Renberg, 33:17 Jonas Bergkvist, 37:23 Patric Kjellberg, 46:42 Jörgen Jönsson, 49:31 Peter Forsberg, 58:18 Peter Forsberg.

Rozhodčí: Dell (USA) - Halas (CZE), Mášik (SVK)

Vyloučení: 4:3

Diváků: 4 200
 Finsko -  Bělorusko		5:2 (0:0, 4:0, 1:2)
10. května 1998 (20:00) – Curych (Hallenstadion)

Branky Finska: 20:15 Marko Kiprusoff, 22:24 Mika Alatalo, 31:13 Sami Kapanen, 39:48 Sami Kapanen, 45:43 Antti Törmänen

Branky Běloruska: 54:41 D. Pankov, 57:22 D. Pankov.

Rozhodčí: Johnson (NOR) - Oswald (GER), Serďuk (KAZ)

Vyloučení: 7:7 (2:1) + Andrijevskij na 10 min.

Diváků: 2 100

### Čtvrtfinále B
|    |           | CZE | SUI | RUS | SVK | V | R | P | Skóre | B |
| 1. | Česko     | *** | 3:1 | 2:2 | 1:0 | 2 | 1 | 0 | 6:3   | 5 |
| 2. | Švýcarsko | 1:3 | *** | 4:2 | 1:1 | 1 | 1 | 1 | 6:6   | 3 |
| 3. | Rusko     | 2:2 | 2:4 | *** | 6:1 | 1 | 1 | 1 | 10:7  | 3 |
| 4. | Slovensko | 0:1 | 1:1 | 1:6 | *** | 0 | 1 | 2 | 2:8   | 1 |

 Česko -  Slovensko		1:0 (1:0, 0:0, 0:0)
7. května 1998 (16:00) – Basilej (St. Jakobshalle)

Branky Česka: 10:58 František Kučera.

Branky Slovenska: nikdo

Rozhodčí: Slapke (GER) – Zacharov (RUS), Vaško (BLR)

Vyloučení: 4:5

Diváků: 1 700
Česko: Milan Hnilička – Jiří Vykoukal, František Kučera, Libor Procházka, Kabele, Jiří Šlégr, Jiří Veber – Josef Beránek, Robert Reichel, Ladislav Lubina – David Výborný, Pavel Patera, Martin Procházka – David Moravec, Jiří Dopita, Radek Bělohlav – Marián Kacíř, Petr Sýkora, Jan Hlaváč.
Slovensko: Miroslav Šimonovič – Stanislav Jasečko, Ľubomír Sekeráš, Róbert Pukalovič, Ivan Droppa, Róbert Švehla, Jerguš Bača – Jozef Daňo, Jozef Stümpel, Zdeno Cíger – Peter Pucher, Jozef Voskár, René Pucher – Ján Pardavý, Branislav Jánoš, Peter Bartoš – Igor Rataj, Richard Kapuš, Roman Stantien.

 Rusko -  Švýcarsko		2:4 (0:0, 0:2, 2:2)
7. května 1998 (20:00) – Basilej (St. Jakobshalle)

Branky Ruska: 55:33 Oleg Petrov, 56:28 Viktor Kozlov

Branky Švýcarska: 25:00 Marcel Jenni, 31:17 Gian-Marco Crameri, 41:21 Patrick Fischer, 51:58 Michel Zeiter.

Rozhodčí: Anderson (SWE) - Oswald (GER), Serďuk (KAZ)

Vyloučení: 4:7

Diváků: 5 500
 Česko -  Švýcarsko		3:1 (1:0, 2:1, 0:0)
9. května 1998 (16:00) – Basilej (St. Jakobshalle)

Branky Česka: 8:26 Ladislav Lubina, 23:13 Radek Bělohlav, 39:09 František Kučera

Branky Švýcarska: 26:32 Peter Jaks

Rozhodčí: Acherson – Jones (CAN), Garafko (USA)

Vyloučení: 9:8 (0:1, 1:0) + Martin Procházka, David Moravec a Sutter na 10 min.

Diváků: 7 500
Česko: Milan Hnilička – Jiří Vykoukal, František Kučera, Libor Procházka, František Kaberle, Jiří Šlégr, Jiří Veber – Josef Beránek, Robert Reichel, Ladislav Lubina – David Výborný, Pavel Patera, Martin Procházka – David Moravec, Jiří Dopita, Radek Bělohlav – Marián Kacíř, Petr Sýkora, Jan Hlaváč.
Švýcarsko: David Aebischer – Mark Streit, Dino Kessler, Patrick Sutter, Martin Rauch, Mathias Seger, Martin Steinegger, Edgar Salis – Ivo Rüthemann, Reto von Arx, Sandy Jeannin – Misko Antisin, Gian-Marco Crameri, Marcel Jenni – Patrick Fischer, Michel Zeiter, Claudio Micheli – Peter Jaks, Martin Plüss, Franz Steffen.

 Rusko -  Slovensko		6:1 (1:0, 1:0, 4:1)
9. května 1998 (20:00) – Basilej (St. Jakobshalle)

Branky Ruska: 17:00 Dmitrij Jerofejev, 27:55 Sergej Berezin, 48:44 Dmitrij Juškevič, 52:28 Sergej Petrenko, 58:18 Viktor Kozlov, 59:04 Sergej Berezin

Branky Slovenska: 56:43 Jozef Voskár.

Rozhodčí: Dell (USA) - Bruun (FIN), Danielsson (SWE)

Vyloučení: 6:5 (2:0, 0:1)

Diváků: 2 900
 Česko -  Rusko 	2:2 (0:0, 2:1, 0:1)
10. května 1998 (16:00) – Basilej (St. Jakobshalle)

Branky Česka: 25:31 Pavel Patera, 37:06 Jiří Dopita

Branky Ruska: 37:19 Oleg Petrov, 44:22 Dmitrij Juškevič.

Rozhodčí: Acherson (CAN) – Bruun (FIN), Danielsson (SWE)

Vyloučení: 3:4 (0:1)

Diváků: 3 300
Česko: Milan Hnilička – Jiří Vykoukal, František Kučera, Robert Kántor, František Kaberle, Jiří Šlégr, Jiří Veber – Josef Beránek, Robert Reichel, Ladislav Lubina – David Výborný, Pavel Patera, Martin Procházka – David Moravec, Jiří Dopita, Radek Bělohlav – Marián Kacíř, Petr Sýkora, Jan Hlaváč.
Rusko: Oleg Ševcov – Dmitrij Jerofejev, Andrej Skopincev, Sergej Fokin, Marat Davydov, Daniil Markov, Dmitrij Juškevič, Alexej Kovaljov, Sergej Němčinov, Vitalij Prochorov – Sergej Petrenko, Oleg Bělov, Oleg Petrov – Alexej Morozov, Viktor Kozlov, Sergej Berezin – Andrej Nazarov, Alexej Čupin, Michail Sarmatin.

 Švýcarsko -  Slovensko		1:1 (1:1, 0:0, 0:0)
10. května 1998 (20:00) - Basilej (St. Jakobshalle)

Branky Švýcarska: 10:11 Misko Antisin

Branky Slovenska: 18:23 Ján Pardavý

Rozhodčí: Slapke (GER) - Zacharov (RUS), Vaško (SVK)

Vyloučení: 3:6 (0:1)

Diváků: 7 500

### Semifinále
Švédsko -  Švýcarsko		4:1 (1:0, 0:0, 3:1)
12. května 1998 (16:00) – Curych (Hallenstadion)

Branky Švédska: 11:48 Peter Forsberg, 43:47 Peter Forsberg, 47:18 Mats Sundin, 59:55 Patric Kjellberg

Branky Švýcarska: 40:17 Peter Jaks

Rozhodčí: Mihálik – Mášik (SVK), Halas (CZE)

Vyloučení: 4:6 (0:1) + Jenni na 10 min.

Diváků: 8 200
 Česko -  Finsko 	1:4 (1:1, 0:1, 0:2)
12. května 1998 (20:00) – Curych (Hallenstadion)

Branky Česka: 12:31 Pavel Patera

Branky Finska: 2:01 Antti Törmänen, 22:44 Ville Peltonen, 40:50 Jarkko Ruutu, 59:27 Sami Kapanen.

Rozhodčí: Andersson – Danielsson (SWE), Jones (CAN)

Vyloučení: 5:7

Diváků: 6 400
Česko: Milan Hnilička – Jiří Vykoukal, František Kučera, Libor Procházka, František Kaberle, Robert Kántor, Jiří Šlégr, Jiří Veber – Josef Beránek, Robert Reichel, Ladislav Lubina – David Výborný, Pavel Patera, Martin Procházka – David Moravec, Jiří Dopita, Radek Bělohlav – Marián Kacíř, Petr Sýkora, Jan Hlaváč – Patrik Eliáš.
Finsko: Ari Sulander – Kimmo Timonen, Marko Kiprusoff, Jere Karalahti, Kaj Linna, Antti-Jussi Niemi, Toni Lydman – Mikko Eloranta, Raimo Helminen, Ville Peltonen – Marko Tuomainen, Joni Lius, Jarkko Ruutu – Olli Jokinen, Sami Kapanen, Kimmo Rintanen, Antti Törmänen, Juah Ikonen, Mika Alatalo.

 Švédsko -  Švýcarsko		7:2 (4:0, 1:0, 2:2)
14. května 1998 (16:00) – Curych (Hallenstadion)

Branky Švédska: 4:55 Fredrik Modin, 10:15 Mikael Renberg, 13:42 Ulf Dahlén, 17:02 Christer Olsson, 31:21 Johan Tornberg, 46:12 Niklas Sundström, 48:22 Peter Forsberg

Branky Švýcarska: 50:22 Dino Kessler, 53:19 Reto von Arx.

Rozhodčí: Dell – Garofalo (USA), Bruun (FIN)

Vyloučení: 6:5 (2:1)

Diváků: 10 400
 Česko -  Finsko 	2:2 (0:0, 1:0, 1:2)
14. května 1998 (20:00) – Curych (Hallenstadion)

Branky Česka: 38:06 Marián Kacíř, 47:10 Marián Kacíř

Branky Finska: 43:49 Raimo Helminen, 46:10 Jere Karalahti.

Rozhodčí: Acheson (CAN) – Zacharov (RUS), Serďuk (RUS)

Vyloučení: 8:7 (1:2) + Jiří Šlégr na 10 min.

Diváků: 10 400
Česko: Milan Hnilička – Jiří Vykoukal, František Kučera, Libor Procházka, František Kaberle, Jiří Šlégr, Jiří Veber, Robert Kántor – Petr Sýkora, Robert Reichel, Ladislav Lubina – Patrik Eliáš, Pavel Patera, David Výborný – David Moravec, Jiří Dopita, Radek Bělohlav – Marián Kacíř, Josef Beránek, Jan Hlaváč.
Finsko: Ari Sulander – Kimmo Timonen, Marko Kiprusoff, Jere Karalahti, Kaj Linna, Antti-Jussi Niemi, Toni Lydman, Mikko Eloranta, Raimo Helminen, Ville Peltonen – Marko Tuomainen, Joni Lius, Jarkko Ruutu – Olli Jokinen, Sami Kapanen, Kimmo Rintanen – Antti Törmänen, Juah Ikonen, Mika Alatalo.

### Finále
Švédsko -  Finsko 	1:0 (0:0, 0:0, 1:0)
16. května 1998 (17:00) – Curych (Hallenstadion)

Branky Švédska: 50:07 Johan Tornberg.

Branky Finska: nikdo

Rozhodčí: Dell (USA) – Halasa (CZE), Mášik (SVK)

Vyloučení: 4:6

Diváků: 9 300
 Finsko -  Švédsko 	0:0
17. května 1998 (15:00) – Curych (Hallenstadion)

Rozhodčí: Acheson – Jones (CAN), Garofalo (USA)

Vyloučení: 3:1

Diváků: 12 500

### O 3. místo
Česko -  Švýcarsko		4:0 (0:0, 3:0, 1:0)
15. května 1998 (20:00) – Curych (Hallenstadion)

Branky Česka: 20:56 Pavel Patera, 30:39 Patrik Eliáš, 32:28 Martin Procházka, 40:48 Jiří Dopita.

Branky Švýcarska: nikdo

Rozhodčí: Slapke (GER) – Bruun (FIN), Danielsson (SWE)

Vyloučení: 4:5

Diváků: 10 100
Česko: Milan Hnilička – Jiří Vykoukal, Jiří Šlégr, Libor Procházka, František Kaberle, Robert Kántor, Jiří Veber – David Moravec, Jiří Dopita, Radek Bělohlav – David Výborný, Pavel Patera, Martin Procházka – Patrik Eliáš, Petr Sýkora, Ladislav Lubina – Marián Kacíř, Josef Beránek, Jan Hlaváč.
Švýcarsko: David Aebischer – Edgar Salis, Martin Rauch, Patrick Sutter, Martin Steinegger, Mark Streit, Mathias Seger, Olivier Keller, Dino Kessler – Martin Plüss, Gian-Marco Crameri, Marcel Jenni – Peter Jaks, Michel Zeiter , Claudio Micheli – Patrick Fischer, Reto von Arx, Ivo Rüthemann – Misko Antisin, Sandy Jeannin, Franz Steffen.

### O 9. - 12. místo
|     |          | LAT | ITA | GER | USA | V | R | P | Skóre | B |
| 9.  | Lotyšsko | *** | 1:1 | 5:0 | 3:2 | 2 | 1 | 0 | 9:3   | 5 |
| 10. | Itálie   | 1:1 | *** | 4:4 | 4:0 | 1 | 2 | 0 | 9:5   | 4 |
| 11. | Německo  | 0:5 | 4:4 | *** | 1:1 | 0 | 2 | 1 | 5:10  | 2 |
| 12. | USA      | 2:3 | 0:4 | 1:1 | *** | 0 | 1 | 2 | 3:8   | 1 |

 USA -  Německo 	1:1 (0:0, 0:0, 1:1)
8. května 1998 (16:00) – Curych (Hallenstadion)

Branky USA: 59:13 Cullen

Branky Německa: 48:38 Rumrich

Rozhodčí: Bočkarev (RUS) - Nater (SUI), Mendlowitcz (FRA)

Vyloučení: 8:7

Diváků: 1 300
 Itálie -  Lotyšsko		1:1 (0:0, 1:0, 0:1)
8. května 1998 (20:00) – Curych (Hallenstadion)

Branky Itálie: 39:09 Oberrauch

Branky Lotyšska: 51:45 Znaroks

Rozhodčí: Mihálik (SVK) - Bruun (FIN), Danielsson (SWE)

Vyloučení: 8:5 (0:1)

Diváků: 1 200
 Itálie -  USA 	4:0 (2:0, 1:0, 1:0)
10. května 1998 (12:00) – Curych (Hallenstadion)

Branky Itálie: 8:13 Orlando, 19:58 Ramoser, 24:04 Ramoser, 52:33 Mansi.

Branky USA: nikdo

Rozhodčí: Bertolotti (SUI) - Nater (SUI), Mendlowitcz (FRA)

Vyloučení: 8:6 (3:0)

Diváků: 1 500
 Německo -  Lotyšsko		0:5 (0:4, 0:0, 0:1)
10. května 1998 (12:00) – Basilej (St. Jakobshalle)

Branky Německa: nikdo

Branky Lotyšska: 2:35 Niživijs, 17:11 Kerčs, 17:47 Čudinovs, 19:11 Znaroks, 43:32 Cipruss.

Rozhodčí: Rejthar (CZE) - Jones (CAN), Garofalo (USA)

Vyloučení: 8:6

Diváků: 1 900
 Německo -  Itálie 	4:4 (3:2, 0:1, 1:1)
11. května 1998 (16:00) – Curych (Hallenstadion)

Branky Německa: 0:23 Orlando, 7:56 Lupzig, 17:15 Goc, 47:10 Draisaitl

Branky Itálie: 2:03 Mansi, 4:38 Lupzig, 34:23 Chitarroni, 58:10 Chitarroni.

Rozhodčí: Mihálik (SVK) - Nater (SUI), Mendlowitcz (FRA)

Vyloučení: 6:8 (2:2) + Iob na 10 min.

Diváků: 1 000
 Lotyšsko -  USA 	3:2 (0:1, 1:0, 2:1)
11. května 1998 (20:00) – Curych (Hallenstadion)

Branky Lotyšska: 23:34 Znaroks, 43:45 Belavskis, 59:59 Znaroks.

Branky USA: 8:44 Drury, 58:22 Cullen

Rozhodčí: Järvelä (FIN) - Oswald (GER), Serďuk (KAZ)

Vyloučení: 5:4 (1:0)

Diváků: 1 043

## Statistiky

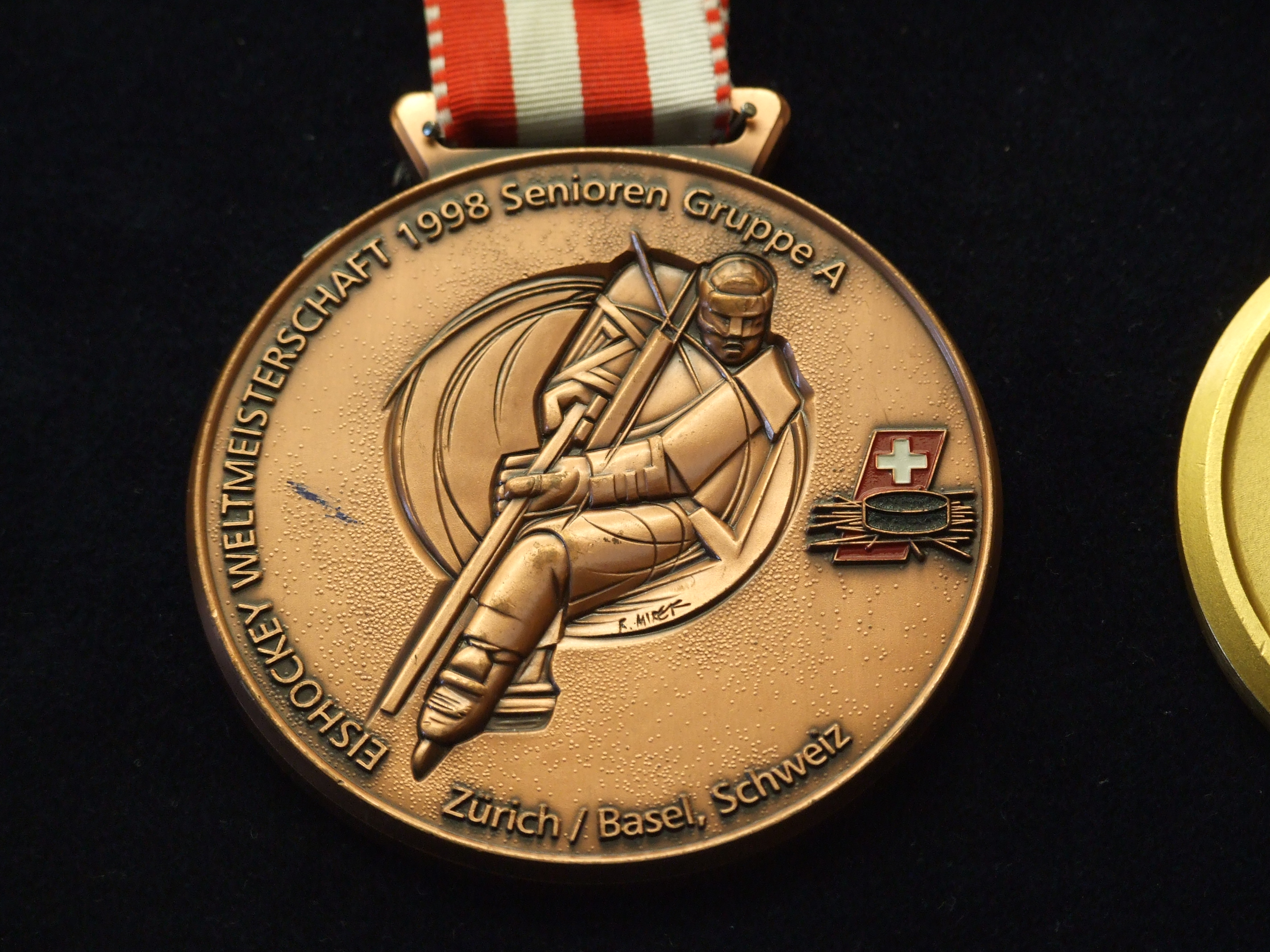
Bronzová medaile z MS 1998.

### Nejlepší hráči podle direktoriátu IIHF
| Brankář | Ari Sulander     |
| Obránce | František Kučera |
| Útočník | Peter Forsberg   |

### All Stars
| Brankář         | Tommy Salo       |
| Levý obránce    | Jere Karalahti   |
| Pravý obránce   | František Kučera |
| Levé křídlo     | Peter Forsberg   |
| Střední útočník | Mats Sundin      |
| Pravé křídlo    | Ville Peltonen   |

### Kanadské bodování
| Poř. | Kanadské bodování | Branky | Přihrávky | Body |
| ---- | ----------------- | ------ | --------- | ---- |
| 1.   | Peter Forsberg    | 6      | 5         | 11   |
| 2.   | Mats Sundin       | 5      | 6         | 11   |
| 3.   | Raimo Helminen    | 2      | 9         | 11   |
| 4.   | Ville Peltonen    | 4      | 6         | 10   |
| 5.   | Pavel Patera      | 6      | 3         | 9    |
| 5.   | Radek Bělohlav    | 6      | 3         | 9    |
| 7.   | Viktor Kozlov     | 4      | 5         | 9    |
| 8.   | Sergej Berezin    | 6      | 2         | 8    |
| 9.   | Oļegs Znaroks     | 5      | 3         | 8    |
| 9.   | Mikael Renberg    | 5      | 3         | 8    |
| 9.   | Alexej Kovaljov   | 5      | 3         | 8    |

### Soupiska Švédska
1.  Švédsko

Brankáři: Tommy Salo, Johan Hedberg, Magnus Eriksson.

Obránci: Mattias Öhlund, Kim Johnsson, Jan Mertzig, Niclas Hävelid, Mattias Norström, Hans Jonsson, Johan Tornberg.

Útočníci: Christer Olsson, Anders Huusko, Mikael Johansson, Tommy Westlund, Mats Sundin, Nichlas Falk, Jonas Bergkvist, Mikael Renberg, Peter Forsberg, Ulf Dahlén, Peter Nordström, Patric Kjellberg, Jörgen Jönsson, Fredrik Modin, Niklas Sundström.

Trenéři: Kent Forsberg, Tommy Tomth.

### Soupiska Finska
2.  Finsko

Brankáři: Ari Sulander, Jarmo Myllys, Vesa Toskala.

Obránci: Kimmo Timonen, Jere Karalahti, Marko Kiprusoff, Toni Lydman, Janne Laukkanen, Petteri Nummelin, Antti-Jussi Niemi, Kaj Linna.

Útočníci: Raimo Helminen, Ville Peltonen, Sami Kapanen, Antti Törmänen, Juah Ikonen, Mika Alatalo, Mikko Eloranta, Kimmo Rintanen, Jarkko Ruutu, Joni Lius, Olli Jokinen, Marko Tuomainen, Toni Mäkiaho.

Trenéři: Hannu Aravirta, Esko Nokelainen, Jari Kaarela.

### Soupiska Česka
3.  Česko

Brankáři: Milan Hnilička, Roman Čechmánek, Martin Prusek.

Obránci: František Kučera, František Kaberle, Jiří Vykoukal, Libor Procházka, Robert Kántor, Jiří Šlégr, Jiří Veber, Václav Burda.

Útočníci: Radek Bělohlav, Pavel Patera, Martin Procházka, David Výborný, Ladislav Lubina, Jiří Dopita, Marián Kacíř, Jan Hlaváč,  – Robert Reichel, Petr Sýkora, Josef Beránek, David Moravec, Patrik Eliáš, Milan Hejduk.

Trenéři: Ivan Hlinka, Slavomír Lener a Vladimír Martinec.

### Soupiska Švýcarska
4.  Švýcarsko

 Brankáří: David Aebischer, Reto Pavoni, Rüger.

 Obránci: Martin Steinegger, Patrick Sutter, Edgar Salis, Mathias Seger, Dino Kessler, Mark Streit, Olivier Keller, Martin Rauch

 Útočníci: Marcel Jenni, Gian-Marco Crameri, Peter Jaks - Reto von Arx, Patrick Fischer, Michel Zeiter - Misko Antisin, Claudio Micheli, Ivo Rüthemann - Michel Riesen, Martin Plüss, Franz Steffen - Mattia Baldi, Sandy Jeannin.

Trenéři: Kruger, Kolliker, Gustaffson

### Soupiska Ruska
5.  Rusko

Brankáři: Jegor Podomackij, Maxim Sokolov, Oleg Ševcov.

Obránci: Marat Davydov, Sergej Fokin, Dmitrij Jerofejev, Dmitrij Juškevič, Daniil Markov, Andrej Skopincev, Sergej Žukov.

Útočníci: Sergej Berezin, Oleg Bělov, Alexej Čupin, Alexej Kovaljov, Viktor Kozlov, Alexej Kudašov, Alexej Morozov, Andrej Nazarov, Sergej Němčinov, Sergej Petrenko, Oleg Petrov, Vitalij Prochorov – , Michail Sarmatin.

Trenér

### Soupiska Slovenska
6.  Slovensko

Brankáři: Pavol Rybár, Miroslav Šimonovič, Miroslav Michalek.

Obránci: Jerguš Bača, Róbert Pukalovič, Ľubomír Višňovský, Ľubomír Sekeráš, Stanislav Jasečko, Ivan Droppa, Róbert Švehla.

Útočníci: Roman Stantien, Peter Pucher, Jozef Stümpel, René Pucher, Jozef Voskár, Zdeno Cíger – , Branislav Jánoš, Igor Rataj, Ján Pardavý, Peter Bartoš, Radoslav Kropáč, Richard Kapuš, Jozef Daňo.

Trenéři: Ján Šterbák a František Hossa.

### Konečné pořadí
| 62. | Mistrovství světa | Z  | V | R | P | Skóre | B  |
| --- | ----------------- | -- | - | - | - | ----- | -- |
| 1.  | Švédsko           | 10 | 9 | 1 | 0 | 38:9  | 19 |
| 2.  | Finsko            | 10 | 4 | 3 | 3 | 26:14 | 11 |
| 3.  | Česko             | 9  | 6 | 2 | 1 | 33:14 | 14 |
| 4.  | Švýcarsko         | 9  | 2 | 1 | 6 | 18:31 | 5  |
| 5.  | Rusko             | 6  | 4 | 1 | 1 | 29:18 | 9  |
| 6.  | Kanada            | 6  | 3 | 2 | 1 | 22:17 | 8  |
| 7.  | Slovensko         | 6  | 2 | 2 | 2 | 11:12 | 6  |
| 8.  | Bělorusko         | 6  | 2 | 0 | 4 | 17:23 | 4  |
| 9.  | Lotyšsko          | 6  | 3 | 1 | 2 | 21:18 | 7  |
| 10. | Itálie            | 6  | 2 | 2 | 2 | 17:13 | 6  |
| 11. | Německo           | 6  | 1 | 2 | 3 | 13:23 | 4  |
| 12. | USA               | 6  | 1 | 1 | 4 | 10:19 | 3  |
| 13. | Francie           | 3  | 1 | 0 | 2 | 5:12  | 2  |
| 14. | Japonsko          | 3  | 0 | 0 | 3 | 7:19  | 0  |
| 15. | Rakousko          | 3  | 0 | 0 | 3 | 3:15  | 0  |
| 16. | Kazachstán        | 3  | 0 | 0 | 3 | 6:19  | 0  |

## Kvalifikace o postup do skupiny A
|    |            | KAZ  | AUT  | NOR  | POL  | V | R | P | Skóre | B |
| 1. | Kazachstán | ***  | 3:3  | 6:3  | 4:3* | 2 | 1 | 0 | 13:9  | 5 |
| 2. | Rakousko   | 3:3  | ***  | 4:3* | 5:2  | 2 | 1 | 0 | 12:8  | 5 |
| 3. | Norsko     | 3:6  | 3:4* | ***  | 7:5  | 1 | 0 | 2 | 13:15 | 2 |
| 4. | Polsko     | 3:4* | 2:5  | 5:7  | ***  | 0 | 0 | 3 | 10:16 | 0 |

 Kazachstán -  Polsko 6:1 (1:0, 4:1, 1:0)
6. listopadu 1997 – Klagenfurt
 Rakousko -  Norsko 1:3 (0:0, 0:1, 1:2)
6. listopadu 1997 – Klagenfurt
 Norsko -  Polsko 3:0 (1:0, 1:0, 1:0)
8. listopadu 1997 – Klagenfurt
 Rakousko -  Kazachstán 4:2 (1:0, 3:1, 0:1)
8. listopadu 1997 – Klagenfurt
 Norsko -  Kazachstán 2:4 (1:1, 0:2, 1:1)
9. listopadu 1997 – Klagenfurt
 Polsko -  Rakousko 0:4 (0:1, 0:1, 0:2)
9. listopadu 1997 – Klagenfurt

## MS Skupina B
|    |             | UKR  | SLO | EST | DEN | GBR  | NOR | POL | NED  | V | R | P | Skóre | B  |
| 1. | Ukrajina    | ***  | 4:3 | 3:1 | 4:2 | 6:1  | 5:2 | 6:3 | 10:1 | 7 | 0 | 0 | 38:13 | 14 |
| 2. | Slovinsko   | 3:4  | *** | 3:0 | 4:4 | 5:3  | 4:3 | 3:0 | 6:1  | 5 | 1 | 1 | 28:15 | 11 |
| 3. | Estonsko    | 1:3  | 0:3 | *** | 3:3 | 5:4  | 2:1 | 0:3 | 4:2  | 3 | 1 | 3 | 15:19 | 7  |
| 4. | Dánsko      | 2:4  | 4:4 | 3:3 | *** | 1:7  | 2:1 | 5:5 | 1:0  | 3 | 1 | 3 | 18:24 | 7  |
| 5. | V. Británie | 1:6  | 3:5 | 4:5 | 7:1 | ***  | 3:4 | 4:3 | 10:3 | 3 | 0 | 4 | 32:27 | 6  |
| 6. | Norsko      | 2:5  | 3:4 | 1:2 | 1:2 | 4:3  | *** | 6:2 | 4:1  | 3 | 0 | 4 | 21:19 | 6  |
| 7. | Polsko      | 3:6  | 0:3 | 3:0 | 5:5 | 3:4  | 2:6 | *** | 5:4  | 2 | 1 | 4 | 21:28 | 5  |
| 8. | Nizozemsko  | 1:10 | 1:6 | 2:4 | 0:1 | 3:10 | 1:4 | 4:5 | ***  | 0 | 0 | 7 | 12:40 | 0  |

- Ukrajina, Slovinsko a Estonsko postoupily do kvalifikace o postup na Mistrovství světa 1999 skupiny A. Norsko postoupilo na Mistrovství světa skupiny A jako jeho pořadatel.

 Estonsko -  Norsko 2:1 (0:0, 1:0, 1:1)
15. dubna 1998 – Jesenice
 Polsko -  Slovinsko 0:3 (0:0, 0:2, 0:1)
15. dubna 1998 – Lublaň
 Velká Británie -  Ukrajina 1:6 (0:2, 0:1, 1:3)
15. dubna 1998 – Jesenice
 Nizozemsko -  Dánsko 0:1 (0:0, 0:0, 0:1)
15. dubna 1998 – Lublaň
 Nizozemsko -  Estonsko 2:4 (2:3, 0:0, 0:1)
16. dubna 1998 – Jesenice
 Dánsko -  Velká Británie 1:7 (0:3, 1:2, 0:2)
16. dubna 1998 – Lublaň
 Ukrajina -  Polsko 6:3 (2:1, 3:0, 1:2)
16. dubna 1998 – Jesenice
 Norsko -  Slovinsko 3:4 (2:1, 0:0, 1:3)
16. dubna 1998 – Lublaň
 Polsko -  Dánsko 5:5 (3:1, 1:2, 1:2)
18. dubna 1998 – Jesenice
 Norsko -  Ukrajina 2:5 (0:1, 1:1, 1:3)
18. dubna 1998 – Lublaň
 Nizozemsko -  Slovinsko 1:6 (0:2, 0:3, 1:1)
18. dubna 1998 – Jesenice
 Velká Británie -  Estonsko 4:5 (2:3, 2:2, 0:0)
18. dubna 1998 – Lublaň
 Ukrajina -  Nizozemsko 10:1 (4:0, 4:0, 2:1)
19. dubna 1998 – Jesenice
 Dánsko -  Norsko 2:1 (1:0, 1:1, 0:0)
19. dubna 1998 – Lublaň
 Polsko -  Estonsko 3:0 (3:0, 0:0, 0:0)
19. dubna 1998 – Jesenice
 Slovinsko -  Velká Británie 5:3 (2:2, 2:0, 1:1)
19. dubna 1998 – Lublaň
 Estonsko -  Dánsko 3:3 (0:1, 2:0, 1:2)
21. dubna 1998 – Jesenice
 Polsko -  Velká Británie 3:4 (0:4, 2:0, 1:0)
21. dubna 1998 – Lublaň
 Ukrajina -  Slovinsko 4:3 (1:2, 2:0, 1:1)
21. dubna 1998 – Jesenice
 Norsko -  Nizozemsko 4:1 (3:0, 0:1, 1:0)
21. dubna 1998 – Lublaň
 Velká Británie -  Norsko 3:4 (1:1, 2:2, 0:1)
22. dubna 1998 – Jesenice
 Estonsko -  Ukrajina 1:3 (0:0, 0:1, 1:2)
22. dubna 1998 – Lublaň
 Slovinsko -  Dánsko 4:4 (2:2, 1:2, 1:0)
22. dubna 1998 – Jesenice
 Nizozemsko -  Polsko 4:5 (1:3, 3:0, 0:2)
22. dubna 1998 – Lublaň
 Velká Británie -  Nizozemsko 10:3 (1:1, 2:2, 7:0)
24. dubna 1998 – Jesenice
 Dánsko -  Ukrajina 2:4 (0:2, 1:0, 1:2)
24. dubna 1998 – Lublaň
 Norsko -  Polsko 6:2 (1:0, 3:1, 2:1)
24. dubna 1998 – Jesenice
 Slovinsko -  Estonsko 3:0 (1:0, 2:0, 0:0)
24. dubna 1998 – Lublaň

## MS Skupina C

### Skupina A
|    |             | ROM | LIT | YUG | CRO | V | R | P | Skóre | B |
| 1. | Rumunsko    | *** | 9:3 | 5:3 | 6:1 | 3 | 0 | 0 | 20:7  | 6 |
| 2. | Litva       | 3:9 | *** | 2:0 | 3:0 | 2 | 0 | 1 | 8:11  | 4 |
| 3. | Srbsko a ČH | 3:5 | 0:2 | *** | 1:1 | 0 | 1 | 2 | 4:8   | 1 |
| 4. | Chorvatsko  | 1:6 | 2:3 | 1:1 | *** | 0 | 1 | 2 | 4:10  | 1 |

 Rumunsko -  Srbsko a ČH 5:3 (2:0, 1:2, 2:1)
22. března 1998 – Budapešť
 Litva -  Chorvatsko 3:2 (1:0, 1:1, 1:1)
22. března 1998 – Budapešť
 Litva -  Srbsko a ČH 2:0 (1:0, 0:0, 1:0)
23. března 1998 – Budapešť
 Chorvatsko -  Rumunsko 1:6 (0:3, 1:2, 0:1)
23. března 1998 – Budapešť
 Chorvatsko -  Srbsko a ČH 1:1 (0:1, 1:0, 0:0)
25. března 1998 – Budapešť
 Litva -  Rumunsko 3:9 (1:2, 1:5, 1:2)
25. března 1998 – Budapešť

### Skupina B
|    |           | HUN | CHN | KOR | ESP | V | R | P | Skóre | B |
| 1. | Maďarsko  | *** | 7:1 | 6:0 | 6:1 | 3 | 0 | 0 | 19:2  | 6 |
| 2. | Čína      | 1:7 | *** | 6:0 | 7:4 | 2 | 0 | 1 | 14:11 | 4 |
| 3. | Korea     | 0:6 | 0:6 | *** | 1:0 | 1 | 0 | 2 | 1:12  | 2 |
| 4. | Španělsko | 1:6 | 4:7 | 0:1 | *** | 0 | 0 | 3 | 5:14  | 0 |

 Maďarsko -  Čína 7:1 (2:1, 3:0, 2:0)
22. března 1998 – Budapešť
 Španělsko -  Korejská republika 0:1 (0:0, 0:1, 0:0)
22. března 1998 – Budapešť
 Maďarsko -  Španělsko 6:1 (2:0, 3:0, 1:1)
23. března 1998 – Dunaújváros
 Čína -  Korejská republika 6:0 (1:0, 1:0, 4:0)
23. března 1998 – Budapešť
 Čína -  Španělsko 7:4 (2:1, 3:2, 2:1)
25. března 1998 – Budapešť
 Maďarsko -  Korejská republika 6:0 (1:0, 2:0, 3:0)
25. března 1998 – Székesfehérvár

### Finále
|    |          | HUN  | ROM  | LIT  | CHN  | V | R | P | Skóre | B |
| 1. | Maďarsko | ***  | 3:2  | 14:0 | 7:1* | 3 | 0 | 0 | 28:5  | 6 |
| 2. | Rumunsko | 2:3  | ***  | 9:3* | 9:3  | 2 | 0 | 1 | 20:9  | 4 |
| 3. | Litva    | 0:14 | 3:9* | ***  | 5:4  | 1 | 0 | 2 | 8:27  | 2 |
| 4. | Čína     | 1:7* | 3:9  | 4:5  | ***  | 0 | 0 | 3 | 8:21  | 0 |

- S hvězdičkou = zápasy započítané ze základní skupiny.

 Rumunsko -  Čína 9:3 (3:0, 4:2, 2:1)
27. března 1998 – Budapešť
 Maďarsko -  Litva 14:0 (4:0, 5:0, 5:0)
27. března 1998 – Budapešť
 Čína -  Maďarsko 4:5 (1:1, 1:3, 2:1)
28. března 1998 – Budapešť
 Rumunsko -  Maďarsko 2:3 (2:0, 0:3, 0:0)
28. března 1998 – Budapešť

### O 5. - 8. místo
|    |             | CRO  | YUG  | KOR  | ESP  | V | R | P | Skóre | B |
| 5. | Chorvatsko  | ***  | 1:1* | 3:1  | 4:4  | 2 | 1 | 0 | 8:6   | 4 |
| 6. | Srbsko a ČH | 1:1* | ***  | 3:2  | 3:3  | 1 | 2 | 0 | 7:6   | 4 |
| 7. | Korea       | 1:3  | 2:3  | ***  | 1:0* | 1 | 0 | 2 | 4:6   | 2 |
| 8. | Španělsko   | 4:4  | 3:3  | 0:1* | ***  | 0 | 2 | 1 | 7:8   | 2 |

- S hvězdičkou = zápasy započítané ze základní skupiny.

 Korejská republika -  Chorvatsko 1:3 (0:2, 0:0, 1:1)
27. března 1998 – Budapešť
 Srbsko a ČH -  Španělsko 3:3 (0:2, 3:1, 0:0)
27. března 1998 – Dunaújváros
 Španělsko -  Chorvatsko 4:4 (2:0, 1:1, 1:3)
28. března 1998 – Budapešť
 Srbsko a ČH -  Korejská republika 3:2 (1:0, 2:2, 0:0)
28. března 1998 – Székesfehérvár

## MS Skupina D

### Skupina A
|    |        | ISR  | BEL  | RSA  | GRE  | V | R | P | Skóre | B |
| 1. | Izrael | ***  | 5:3  | 8:1  | 16:2 | 3 | 0 | 0 | 29:6  | 6 |
| 2. | Belgie | 3:5  | ***  | 5:3  | 14:2 | 2 | 0 | 1 | 22:10 | 4 |
| 3. | JAR    | 1:8  | 3:5  | ***  | 11:2 | 1 | 0 | 2 | 15:15 | 2 |
| 4. | Řecko  | 2:16 | 2:14 | 2:11 | ***  | 0 | 0 | 3 | 6:41  | 0 |

 Izrael -  Řecko 16:2 (4:1, 8:0, 4:1)
27. března 1998 – Krugersdorp
 Belgie -  JAR 5:3 (0:1, 4:1, 1:1)
27. března 1998 – Krugersdorp
 Belgie -  Řecko 14:2 (5:0, 6:0, 3:2)
29. března 1998 – Krugersdorp
 JAR -  Izrael 1:8 (1:4, 0:4, 0:0)
29. března 1998 – Krugersdorp
 Izrael -  Belgie 5:3 (2:0, 2:1, 1:2)
30. března 1998 – Krugersdorp
 Řecko -  JAR 2:11 (1:2, 0:5, 1:4)
30. března 1998 – Krugersdorp

### Skupina B
|    |             | BUL  | AUS  | TUR  | NZL  | V | R | P | Skóre | B |
| 1. | Bulharsko   | ***  | 4:4  | 20:0 | 18:1 | 2 | 1 | 0 | 42:5  | 5 |
| 2. | Austrálie   | 4:4  | ***  | 14:1 | 10:1 | 2 | 1 | 0 | 28:6  | 5 |
| 3. | Turecko     | 0:20 | 1:14 | ***  | 4:3  | 1 | 0 | 2 | 5:37  | 2 |
| 4. | Nový Zéland | 1:18 | 1:10 | 3:4  | ***  | 0 | 0 | 3 | 5:32  | 0 |

 Austrálie -  Turecko 14:1 (6:0, 6:0, 2:1)
27. března 1998 – Pretoria
 Bulharsko -  Nový Zéland 18:1 (7:0, 4:0, 7:1)
27. března 1998 – Pretoria
 Bulharsko -  Turecko 20:0 (5:0, 6:0, 9:0)
29. března 1998 – Pretoria
 Nový Zéland -  Austrálie 1:10 (0:5, 1:2, 0:3)
29. března 1998 – Pretoria
 Turecko -  Nový Zéland 4:3 (0:1, 1:1, 3:1)
30. března 1998 – Pretoria
 Austrálie -  Bulharsko 4:4 (2:3, 2:0, 0:1)
30. března 1998 – Pretoria

### Finále
|    |           | BUL  | AUS  | ISR  | BEL  | V | R | P | Skóre | B |
| 1. | Bulharsko | ***  | 4:4* | 4:2  | 4:0  | 2 | 1 | 0 | 12:6  | 5 |
| 2. | Austrálie | 4:4* | ***  | 6:3  | 1:6  | 1 | 1 | 1 | 11:13 | 3 |
| 3. | Izrael    | 2:4  | 3:6  | ***  | 5:3* | 1 | 0 | 2 | 10:13 | 2 |
| 4. | Belgie    | 0:4  | 6:1  | 3:5* | ***  | 1 | 0 | 2 | 9:10  | 2 |

- S hvězdičkou = zápasy započítané ze základní skupiny.

 Izrael -  Austrálie 3:6 (2:2, 1:2, 0:2)
1. dubna 1998 – Krugersdorp
 Bulharsko -  Belgie 4:0 (1:0, 3:0, 0:0)
1. dubna 1998 – Krugersdorp
 Austrálie -  Belgie 1:6 (1:3, 0:2, 0:1)
2. dubna 1998 – Krugersdorp
 Izrael -  Bulharsko 2:4 (1:3, 0:0, 1:1)
2. dubna 1998 – Krugersdorp

### O 5. - 8. místo
|    |             | RSA   | NZL  | TUR  | GRE   | V | R | P | Skóre | B |
| 5. | JAR         | ***   | 5:2  | 12:3 | 11:2* | 3 | 0 | 0 | 28:7  | 6 |
| 6. | Nový Zéland | 2:5   | ***  | 3:4* | 8:2   | 1 | 0 | 2 | 13:11 | 2 |
| 7. | Turecko     | 3:12  | 3:4* | ***  | 4:7   | 1 | 0 | 2 | 11:22 | 2 |
| 8. | Řecko       | 2:11* | 2:8  | 7:4  | ***   | 1 | 0 | 2 | 11:23 | 2 |

- S hvězdičkou = zápasy započítané ze základní skupiny.

 JAR -  Nový Zéland 5:2 (2:1, 1:1, 2:0)
1. dubna 1998 – Pretoria
 Turecko -  Řecko 4:7 (0:2, 3:3, 1:2)
1. dubna 1998 – Pretoria
 Řecko -  Nový Zéland 2:8 (0:2, 1:4, 1:2)
2. dubna 1998 – Pretoria
 JAR -  Turecko 12:3 (3:0, 2:2, 7:1)
2. dubna 1998 – Pretoria